# Stefano Rodotà
Stefano Rodotà (Cosenza, 30 de mayo de 1933-Roma, 23 de junio de 2017) fue un jurista y político italiano.

## Biografía
Nació en Calabria en el seno de una familia de origen arbëreshë. En 1955 se licenció en jurisprudencia en la Universidad de Roma La Sapienza. Discípulo de Rosario Nicolò, ejerció la docencia en las universidades de Macerata, Génova y Roma La Sapienza, donde fue catedrático de Derecho civil y donde le fue entregado el título de profesor emérito. Era padre de la periodista Maria Laura Rodotà, editorialista del Corriere della Sera.
Fue socio honorario de la asociación Libera Uscita (Libre Salida) para la despenalización de la eutanasia. El 5 de octubre de 2008 fue nombrado ciudadano de honor de la ciudad de Rossano.

### Actividad política
Tras ser miembro del Partido Radical de Mario Pannunzio, rechazó en 1976 y 1979 la candidatura en el Partido Radical de Marco Pannella. Como independiente de izquierdas en las listas del Partido Comunista Italiano (PCI), fue elegido diputado en 1979, convirtiéndose en miembro de la Comisión de Asuntos Constitucionales. En 1983 fue reelegido y fue nombrado presidente del grupo parlamentario de la Izquierda Independiente.
Diputado por tercera vez en 1987, fue confirmado en la Comisión de Asuntos Constitucionales y formó parte de la Comisión bicameral para las reformas institucionales. En 1989 fue nombrado Ministro de Justicia en el gabinete en la sombra creado por el PCI de Occhetto y posteriormente se adhirió al Partido Democrático de la Izquierda (PDS), del que fue su primer presidente.
En abril de 1992, volvió a la Cámara de Diputados en las filas del PDS, siendo elegido vicepresidente de la Cámara de Diputados y formando parte de la nueva Comisión Bicameral. Al finalizar la legislatura, que duró solo dos años, decidió no volver a ser candidato, prefiriendo volver a la enseñanza universitaria. De 1983 a 1994 fue miembro de la Asamblea parlamentaria del Consejo de Europa. En 1989 fue elegido al Parlamento Europeo.
De 1997 a 2005 fue presidente de la Autorità garante per la protezione dei dati personali («autoridad para garantizar la protección de los datos personales»), mientras de 1998 a 2002 presidió en Grupo de coordinación de las garantías para el derecho a la privacidad de la Unión Europea. Fue miembro del Grupo europeo para la ética en las ciencias y las nuevas tecnologías. Es uno de los autores de la Carta de los derechos fundamentales de la Unión Europea. Fue presidente de la  Fondazione Lisli e Lelio Basso. Fue presidente de la Comisión científica de la Agencia para los derechos fundamentales de la Unión Europea. Dirigió desde 2008 el Festival del diritto di Piacenza.
En 2009 el Electronic Privacy Information Center de Washington le entregó el premio International Privacy Champion Award.

### Actividad universitaria
Fue profesor emérito de Derecho civil de la Facultad de Jurispridencia de la Universidad de Roma La Sapienza. Ha ejercido la docencia en numerosas universidades europeas, en los Estados Unidos, América Latina, Canadá y Australia. Fue visiting fellow en el All Souls College de Oxford. Fue visiting professor en la Escuela de Derecho de Stanford. Enseñó en la Facultad de Derecho de la Universidad de París I Panthéon-Sorbonne.
Ha sido recibido el honoris causa de la Universidad de Burdeos Montaigne y de la Universidad de Macerata. Fue presidente del Consejo de administración del International University College of Turin.
Formó parte del comité de garantes de la Biennale Democrazia.

## Publicaciones

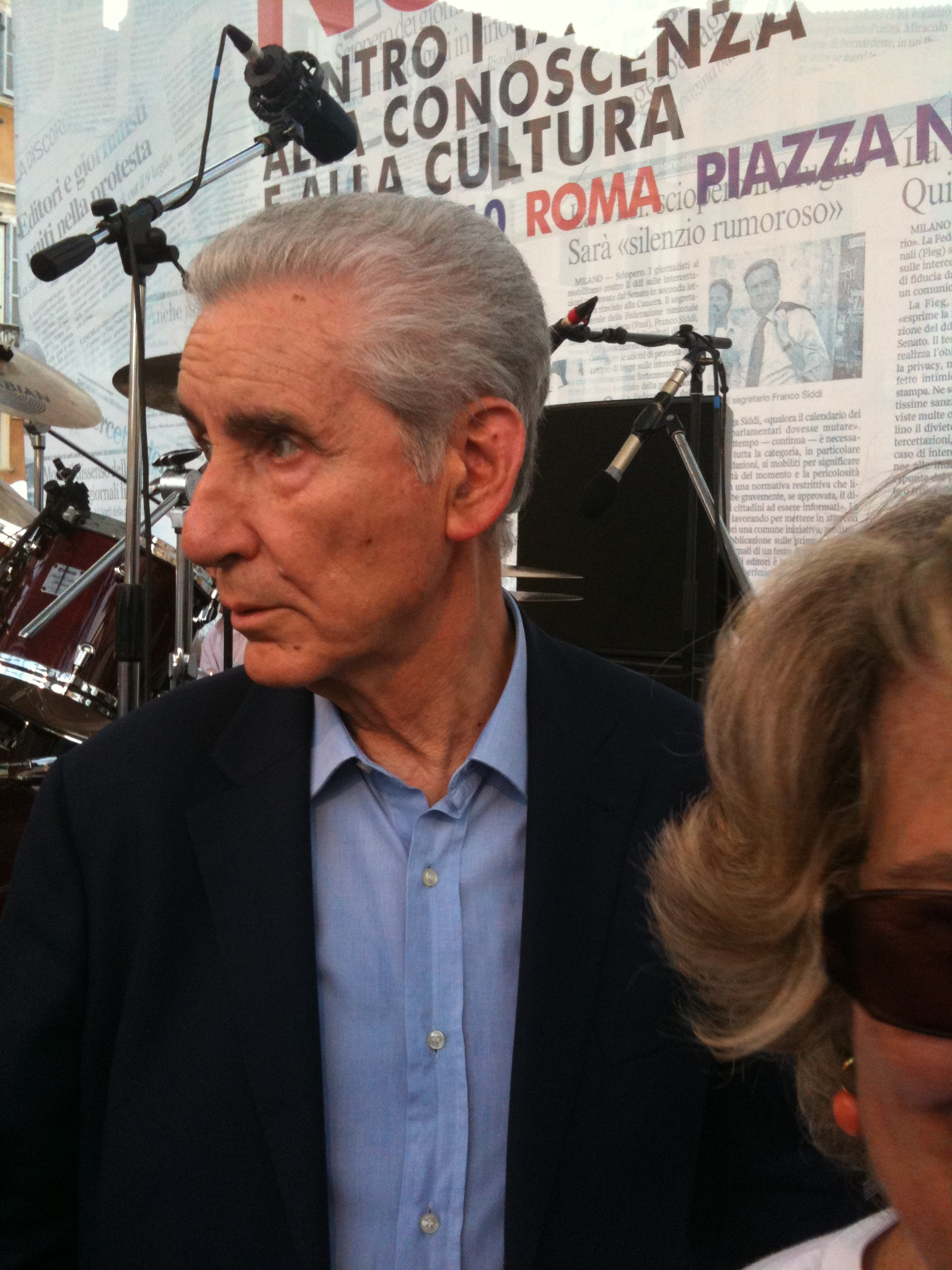
Rodotà en 2010.

### Libros
Ha escrito numerosos libros y ensayos, traducidos al inglés, francés, alemán, español y portugués. Entre los más importantes están: 
- Il problema della responsabilità civile (1964);
- Le fonti di integrazione del contratto (1969);
- Il diritto privato nella società moderna (1971);
- Elaboratori elettronici e controllo sociale (1973);
- Alla ricerca delle libertà (1978);
- Il terribile diritto. Studi sulla proprietà privata (1990, 2 ed.);
  - El terrible derecho: estudios sobre la propiedad privada (1986);
- Tecnologie e diritti (1995);
- Libertà e diritti in Italia dall'Unità ai giorni nostri (1997);
- Repertorio di fine secolo (1999, 2 ed.);
- Tecnopolitica. La democrazia e le nuove tecnologie dell'informazione (2004, 2. ed.);
- Intervista su privacy e libertà (2005);
- La vita e le regole. Tra diritto e non diritto (2006, nueva ed. ampliada 2009);
  - La vida y las reglas: entre el derecho y el no derecho (2010);
- Dal soggetto alla persona (2007);
- Ideologie e tecniche della riforma del diritto civile (2007);
- Perché laico (2009, nueva ed. ampliada 2010).
- Che cos'é il corpo (2010).
- Il nuovo habeas corpus e Il corpo giuridificato, in Trattato di biodiritto (2010);
- Diritti e libertà nella storia d'Italia. Conquiste e conflitti 1861-2011 (2011);
- Elogio del moralismo (2011);
- Il diritto di avere diritti (2012);
- (presentación de) Democrazia senza partiti (2013);
- La rivoluzione della dignità, Napoli, La scuola di Pitagora (2013);
- Il mondo nella rete. Quali i diritti, quali i vincoli (2014);
- Solidarietà. Un'utopia necessaria (2014);
- Diritto e giustizia: interroghiamo la Costituzione (2015).

### Revistas y colaboraciones
Ha dirigido Il diritto dell'agricoltura y las revistas Politica del diritto y Rivista critica del diritto privato. Ha colaborado en diversos periódicos y revistas; entre ellos: Il Mondo, Nord e Sud, Il Giorno, Panorama, il Manifesto, L'Unità, la Repubblica.